# 아리츠 아두리스
아리츠 아두리스 수벨디아(Aritz Aduriz Zubeldia, 1981년 2월 11일 ~ )는 스페인의 전 축구 선수이다. 현역 시절 포지션은 스트라이커였다. 2010년 10월 리투아니아와의 UEFA 유로 2012 예선 경기에서 스페인 축구 국가대표팀으로 출장한 바가 있다.